# Hora de Turquía
| Azul claro | Hora europea occidental/Hora media de Greenwich (UTC±00:00)                                       |
| Azul       | Hora europea occidental/Hora media de Greenwich (UTC±00:00)                                       |
| Azul       | Hora europea occidental de verano/Horario de verano británico/Hora estándar irlandesa (UTC+01:00) |
| Rojo       | Hora central europea (UTC+01:00)                                                                  |
| Rojo       | Hora central europea de verano (UTC+02:00)                                                        |
| Amarillo   | Hora europea oriental/Hora de Kaliningrado (UTC+02:00)                                            |
| Caqui      | Hora europea oriental (UTC+02:00)                                                                 |
| Caqui      | Hora europea oriental de verano (UTC+03:00)                                                       |
| Verde      | Hora de Moscú/Hora de Turquía (UTC+03:00)                                                         |

En Turquía, la hora utilizada es UTC+03:00 la que se mantienen durante todo el año. Esta hora también se denomina hora de Turquía (TRT). Es la misma que en las zonas horarias de Moscú y Arabia Saudita. La TRT fue adoptada por el Gobierno turco el 8 de septiembre de 2016.  También estuvo en uso en la República Turca del Norte de Chipre  hasta que volvió a la hora de Europa del Este (EET) en octubre de 2017. 
En algunas temporadas, el TRT también coincide con la hora de Europa del Este. El identificador de zona horaria de IANA para Turquía es Europe/Istanbul. 

## Historia
Hasta 1927, la "hora turca" (u hora alla turca o hora ezânî) se refería al sistema de poner los relojes a las 12:00 de la medianoche al atardecer. Esto requirió ajustar los relojes diariamente, aunque los relojes de las torres solo se reiniciaban dos o tres veces por semana,  y la hora exacta variaba de un lugar a otro dependiendo de la latitud y la longitud. 
El día se dividió en dos períodos de 12 horas, y el segundo a las 12:00 ocurrió en un "amanecer teórico". En la práctica, los ferrocarriles turcos utilizaban tanto la hora turca (para los horarios públicos) como la hora de Europa del Este (para programar los trenes), y las líneas de telégrafo del gobierno utilizaban la hora de Santa Sofía (es decir, la hora de París + 1:47:32) para telegramas internacionales. 
Hasta 2016, Turquía utilizaba la hora de Europa del Este (EET) en invierno (UTC+02:00) y la hora de verano de Europa del Este (EEST) (UTC+03:00) durante el verano. La fecha de transición entre el horario estándar y el horario de verano siguió generalmente las normas de la UE, pero tuvo variaciones en algunos años.
En 2016, se promulgó la decisión de permanecer en UTC+03:00 durante todo el año. Sin embargo, en octubre de 2017, el gobierno turco anunció que a partir del 28 de octubre de 2018, el país volvería al EET,  pero esta repentina decisión fue revocada en noviembre de 2017.  En octubre de 2018, un decreto presidencial anunció que UTC+03:00 seguiría siendo la zona horaria permanente del país durante todo el año. 
Hoy en día, durante los veranos el horario TRT es el mismo que el EET, mientras que una hora por delante del EET en invierno y otros la mitad parcial de otras estaciones.